# Henryk VII Bawarski
Henryk (ur. ok. 1005, zm. 14 października 1047) – hrabia w Luksemburgu od 1026 jako Henryk II, książę Bawarii od 1042
Był synem Fryderyka, hrabiego Moselgau, i Irmtrudy z Wetterau, wnukiem Zygfryda, pierwszego hrabiego w Luksemburgu. Po bezpotomnej śmierci stryja Henryka, hrabiego w Luksemburgu i księcia bawarskiego, w 1026 objął władzę w Luksemburgu. Podobnie do swego poprzednika miał wielkie ambicje związane z podniesieniem potęgi rodu luksemburskiego. Wspierał cesarza Konrada II w jego walkach przeciwko Węgrom i Francji. W 1042 zdołał uzyskać jedno z najpotężniejszych lenn Cesarstwa, księstwo Bawarii. Jego brat Fryderyk w 1046 został księciem Dolnej Lotaryngii, a w 1047 z kolei siostrzeniec księciem Karyntii. W tym samym roku kres planom Henryka położyła jego bezpotomna śmierć.
Jego następcą w Luksemburgu został jego młodszy brat Gizelbert, który nie zdołał objąć także Bawarii.